# Hartmut Thieme

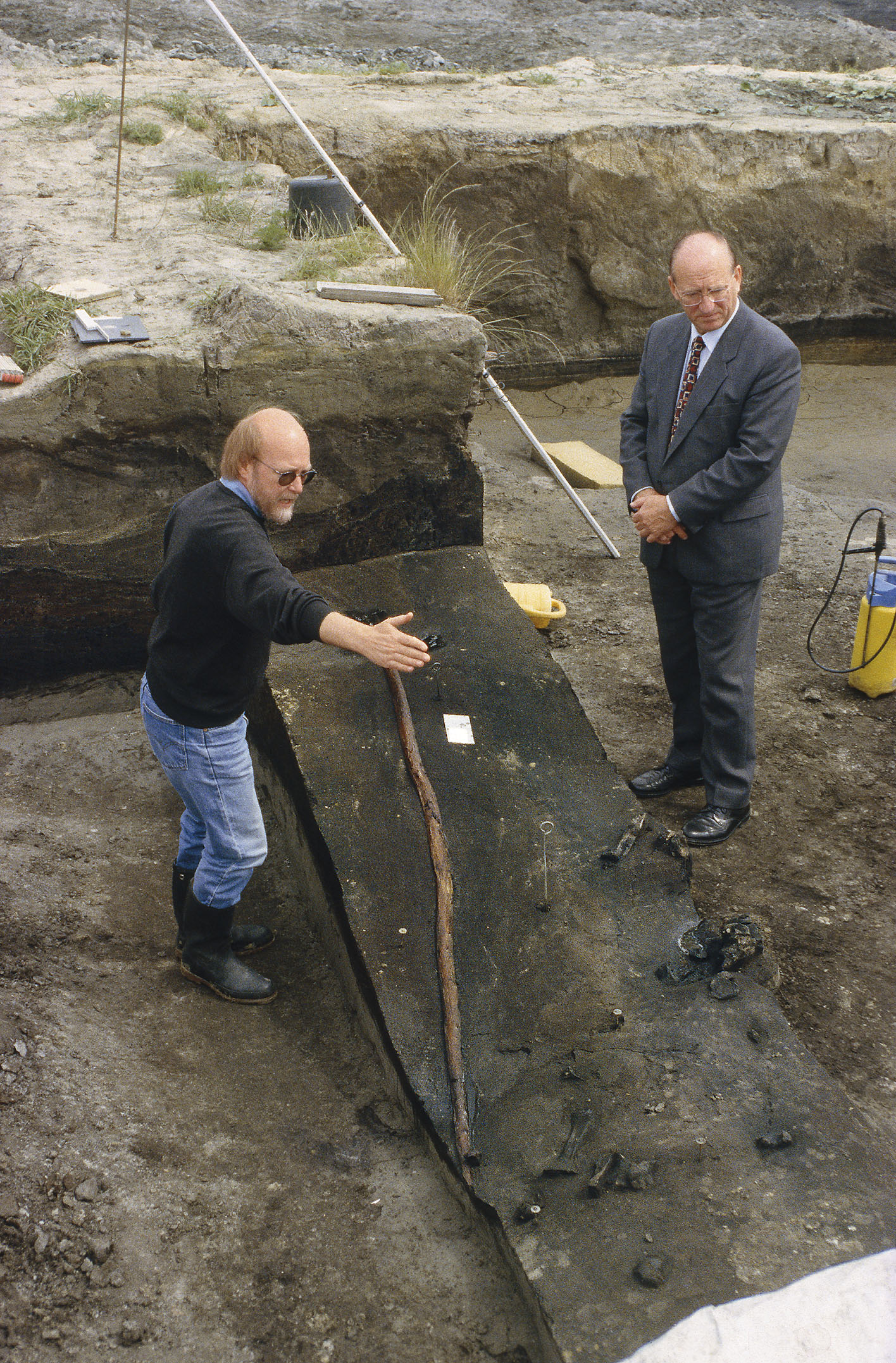
Der Archäologe Hartmut Thieme (links) erläutert die Fundsituation von Speer VI der Schöninger Speere dem damaligen Bergwerksdirektor der Braunschweigischen Kohlen-Bergwerke AG Klaus Friedrich

Hartmut Thieme (* 20. November 1947 in Oberhausen) ist ein deutscher prähistorischer Archäologe, der von 1981 bis zu seiner Pensionierung im Jahr 2012 beim Niedersächsischen Landesamt für Denkmalpflege tätig war. Sein Spezialgebiet war die Altsteinzeit. 1994 entdeckte er die altsteinzeitlichen Schöninger Speere bei Ausgrabungen im Braunkohletagebau Schöningen.

## Leben
Nach dem Abitur 1966 leistete Hartmut Thieme seinen Wehrdienst bei der Bundeswehr ab. An der Ruhr-Universität Bochum studierte er Anglistik und Geographie für das höhere Lehramt und außerdem Rechtswissenschaften. Angeregt durch Vorlesungen von Gerhard Mildenberger über keltische Oppida wechselte er seine Studienfächer. Ab 1969 studierte er an der Universität Köln Ur- und Frühgeschichte und im Nebenfach Quartärgeologie sowie Völkerkunde.
Thiemes Interesse an der Altsteinzeitforschung wurde durch die Teilnahme an Ausgrabungen an der jungpaläolithischen Fundstelle Gönnersdorf geprägt. Als Student war Hartmut Thieme an zahlreichen weiteren Grabungen beteiligt, wie an Untersuchungen der Aldenhovener Platte im rheinischen Braunkohlenrevier. Eigene Prospektionen und Ausgrabungen führte er zwischen 1973 und 1981 in der Ziegeleigrube von Rheindahlen durch, die alt- und mittelpaläolithischen Fundhorizonten galten. Dieses Thema hatte seine 1983 veröffentlichte Dissertation „Der paläolithische Fundplatz Rheindahlen“ zum Inhalt. Nach dem Studium war Hartmut Thieme mit der Bearbeitung eines paläolithischen Fundplatzes für das Schlossparkmuseum in Bad Kreuznach befasst.
1981 wechselte er auf eine Stelle für Alt- und Mittelsteinzeit am Institut für Denkmalpflege in Hannover, das sich zu dieser Zeit noch im Aufbau befand und sich später in Niedersächsisches Landesamt für Denkmalpflege umbenannte. 1982 führte Thieme mit Mamoun Fansa die archäologischen Untersuchungen des Erdwerks von Esbeck bei Schöningen durch. Diese Ausgrabung initiierte das im Jahr 1983 begonnene und 2013 beendete Langzeitprojekt der Archäologischen Schwerpunktuntersuchungen im Helmstedter Braunkohlerevier. Das von Hartmut Thieme in Zusammenarbeit mit der Braunschweigische Kohlen-Bergwerke AG geleitete archäologische Großprojekt führte zu ganzjährigen Rettungsgrabungen auf der etwa 6 Quadratkilometer großen Fläche des Braunkohletagebaus Schöningen. Dabei konnten weitgehend lückenlos Fundstellen aus der Jungsteinzeit, der Bronzezeit und der Eisenzeit entdeckt sowie ausgegraben werden.
Als ab 1992 Schaufelradbagger des Schöninger Tagebaus Bodenprofile aus der Altsteinzeit aufschlossen, beobachtete Thieme diese systematisch. Dabei entdeckte er 1994 einen Lagerplatz steinzeitlicher Jäger an einem Seeufer vor rund 300.000 Jahren, an dem sich auch die Schöninger Speere fanden. 2009, nach 27-jähriger Ausgrabungstätigkeit in Schöningen, gab Thieme die Grabungsleitung ab und kehrte ins Landesamt nach Hannover zurück, wo er sich in seinen letzten Dienstjahren bis 2012 mit der Auswertung seiner langjährigen Grabungen befasste.

## Mitgliedschaften
- Braunschweigische Wissenschaftliche Gesellschaft

## Schriften und Beiträge (Auswahl)
- Der paläolithische Fundplatz Rheindahlen, 1983, Dissertation doi:10.11588/ai.1973.0.28838
- mit Stephan Veil: Neue Untersuchungen zum eemzeitlichen Elefanten-Jagdplatz Lehringen, Ldkr. Verden. Die Kunde 36, 1985, S. 11–58.
- mit Reinhard Maier: Archäologische Ausgrabungen im Braunkohlentagebau Schöningen. Hahn, Hannover 1995, ISBN 3-7752-5640-7.
- Lower Palaeolithic hunting spears from Germany. In: Nature. Band 385, 1997, S. 807–10, doi:10.1038/385807a0
- Altpaläolithische Holzgeräte aus Schöningen, Lkr. Helmstedt. Bedeutsame Funde zur Kulturentwicklung des frühen Menschen. In: Germania. Band 77, 1999, S. 451–487.
- The Lower Palaeolithic art of hunting. The case of Schöningen 13 II-4, Lower Saxony, Germany. In: C. Gamble, M. Porr (Hrsg.): The hominid individual in context. Archaeological investigations of Lower and Middle Palaeolithic landscapes, locales and artefacts. Oxford 2005, S. 115–132.
- als Herausgeber: Die Schöninger Speere. Mensch und Jagd vor 400.000 Jahren, Stuttgart, 2007 (Rezension)